# Tízezer kilométeres nagyságrend
Ez a lap a különböző nagyságrendek összehasonlítását segíti elő, a 10 megaméter és a 100 megaméter (107–108 méter) közötti hosszúságokat (szélességeket, magasságokat, mélységeket, átmérőket, távolságokat) sorolja fel. Az összes nagyságrendet átfogó lista a Nagyságrendek listája (hosszúság) szócikkben található meg.

## Értékek
107 (10 000 000) méter egyenlő az alábbiakkal:
- 10 000 km
- 10 Mm (megaméter)
- körülbelül 6213,7 mérföld
- a 100 000 000 km² területű négyzet oldala
- 314 159 265 km² területű kör sugara

## Egy Budapest-középpontú, 10000 km sugarú kör mérete a Földön
Egy Budapest-középpontú, 10 000 km-es képzeletbeli kör magába foglalná egész Európa mellett Afrikát, Ázsiát (a Fülöp-szigetek déli része, Indonézia és Pápua Új-Guinea kivételével), Észak-Amerikát (Mexikó nagyobb részének kivételével), a Karib-térséget, Közép-Amerikán áthaladva annak mintegy a felét, valamint a dél-amerikai kontinens északkeleti kb. egyharmadát (Kolumbiát kettészelve, Brazília kétharmad részét magába foglalva). – Kimaradna ugyanakkor ebből a körből Közép-Amerika másik fele, Dél-Amerika maradék része, valamint Ausztrália, Óceánia és az Antarktisz teljes egészében.
10 ezer km a Föld kerületének az egynegyede, ennélfogva semmilyen két pont a Föld felszínén nem lehet egymástól 20 ezer kilométernél távolabb.

## Természet
- 10 000 km: az exoszféra becsült külső határa
- 15 134 km: Új-Zéland tengerpartjainak hossza
- 19 924 km: az Amerikai Egyesült Államok tengerpartjainak hossza
- 21 925 km: Norvégia tengerpartjainak hossza
- 25 760 km: Ausztrália tengerpartjainak hossza
- 40 000 km: Finnország tengerpartjainak hossza (beleértve a szigeteket)
- 60 000 km: az óceáni hátságok összes hossza

## Csillagászat
- 12 104 km: a Vénusz átmérője
- 12 742 km: a Föld átmérője
- 12 900 km: a 2004 FU162 meteoroid távolsága a Föld középpontjától, 2004. március 31-én, az eddig rögzített legközelebbi
- 14 000 km: a Jupiter Nagy Vörös Foltjának legkisebb átmérője
- 15 000 km: a Szíriusz B fehér törpe átmérője
- 34 770 km: a 99942 Apophis kisbolygó legkisebb távolsága a Föld középpontjától, 2029. április 13-án[2]
- 40 005 km: a Föld kerülete a sarkok mentén
- 40 077 km: a Föld kerülete az Egyenlítő mentén
- 49 528 km: a Neptunusz átmérője
- 51 118 km: az Uránusz átmérője